# Jonny Castro
Jonathan Castro Otto, meglio conosciuto come Jonny (Vigo, 3 marzo 1994), è un calciatore spagnolo, difensore dell'Alavés.

## Caratteristiche tecniche
Gioca come terzino sinistro, ma può essere schierato anche sulla fascia opposta; ambidestro, possiede una buona capacità di corsa.

## Carriera

### Club
Jonny giocò nel Celta Vigo B nella Segunda División B 2011-2012, per poi essere promosso in prima squadra a partire dall'anno successivo. Esordì nella Primera División il 1º settembre 2012, schierato titolare nella vittoria per 2-0 sull'Osasuna. Con il club di Vigo realizza 3 reti in 6 stagioni. Il 25 luglio 2018 viene comprato per 7 milioni di euro dall’Atlético Madrid.
Il 26 luglio il giocatore viene girato in prestito al club inglese del Wolverhampton, appena promosso in Premier League. Mette a segno la sua prima rete inglese nel match vinto 2-0 contro il Southampton. Il 30 gennaio 2019 termina il prestito nel club inglese, ma il Wolverhampton lo compra definitivamente il giorno seguente per circa 20 milioni di euro.

### Nazionale
Fu tra i convocati della Spagna under 19 che vinse il campionato europeo di categoria del 2012. Fu poi incluso tra i 21 giocatori che parteciparono al Mondiale Under-20 disputatosi l'anno successivo.
Dopo avere giocato per 3 anni nell'Under-21, l'11 ottobre 2018 debutta in nazionale maggiore nell'amichevole vinta 4-1 contro il Galles.

## Statistiche

### Presenze e reti nei club
Statistiche aggiornate al 28 luglio 2020.
| Stagione             | Club                 | Campionato           | Campionato | Campionato | Coppe nazionali | Coppe nazionali | Coppe nazionali | Coppe continentali | Coppe continentali | Coppe continentali | Supercoppe | Supercoppe | Supercoppe | Totale | Totale |
| Stagione             | Club                 | Comp                 | Pres       | Reti       | Comp            | Pres            | Reti            | Comp               | Pres               | Reti               | Comp       | Pres       | Reti       | Pres   | Reti   |
| -------------------- | -------------------- | -------------------- | ---------- | ---------- | --------------- | --------------- | --------------- | ------------------ | ------------------ | ------------------ | ---------- | ---------- | ---------- | ------ | ------ |
| 2011-2012            | Celta Vigo B         | SD                   | 23         | 0          | CR              | -               | -               | -                  | -                  | -                  | -          | -          | -          | 23     | 0      |
| 2012-2013            | Celta Vigo           | PD                   | 19         | 0          | CR              | 1               | 0               | -                  | -                  | -                  | -          | -          | -          | 20     | 0      |
| 2013-2014            | Celta Vigo           | PD                   | 26         | 0          | CR              | 2               | 0               | -                  | -                  | -                  | -          | -          | -          | 28     | 0      |
| 2014-2015            | Celta Vigo           | PD                   | 36         | 0          | CR              | 3               | 0               | -                  | -                  | -                  | -          | -          | -          | 39     | 0      |
| 2015-2016            | Celta Vigo           | PD                   | 36         | 1          | CR              | 8               | 1               | -                  | -                  | -                  | -          | -          | -          | 44     | 2      |
| 2016-2017            | Celta Vigo           | PD                   | 30         | 0          | CR              | 8               | 1               | UEL                | 12                 | 0                  | -          | -          | -          | 50     | 1      |
| 2017-2018            | Celta Vigo           | PD                   | 36         | 2          | CR              | 4               | 0               | -                  | -                  | -                  | -          | -          | -          | 40     | 2      |
| Totale Celta Vigo    | Totale Celta Vigo    | Totale Celta Vigo    | 183        | 3          |                 | 26              | 2               |                    | 12                 | 0                  |            | -          | -          | 221    | 5      |
| 2018-2019            | Wolverhampton        | PL                   | 33         | 1          | FACup+CdL       | 4+1             | 0               | -                  | -                  | -                  | -          | -          | -          | 38     | 1      |
| 2019-2020            | Wolverhampton        | PL                   | 35         | 2          | FACup+CdL       | 2+0             | 0               | UEL                | 11                 | 0                  | -          | -          | -          | 48     | 2      |
| 2020-2021            | Wolverhampton        | PL                   | 7          | 0          | FACup+CdL       | 1+0             | 0               | -                  | -                  | -                  | -          | -          | -          | 8      | 0      |
| 2021-2022            | Wolverhampton        | PL                   | 8          | 2          | FACup+CdL       | 0               | 0               | -                  | -                  | -                  | -          | -          | -          | 8      | 2      |
| Totale Wolverhampton | Totale Wolverhampton | Totale Wolverhampton | 83         | 5          |                 | 8               | 0               |                    | 11                 | 0                  |            | -          | -          | 102    | 5      |
| Totale carriera      | Totale carriera      | Totale carriera      | 289        | 8          |                 | 34              | 2               |                    | 23                 | 0                  |            | -          | -          | 346    | 10     |

### Cronologia presenze e reti in nazionale
| Cronologia completa delle presenze e delle reti in nazionale ― Spagna | Cronologia completa delle presenze e delle reti in nazionale ― Spagna | Cronologia completa delle presenze e delle reti in nazionale ― Spagna | Cronologia completa delle presenze e delle reti in nazionale ― Spagna | Cronologia completa delle presenze e delle reti in nazionale ― Spagna | Cronologia completa delle presenze e delle reti in nazionale ― Spagna | Cronologia completa delle presenze e delle reti in nazionale ― Spagna | Cronologia completa delle presenze e delle reti in nazionale ― Spagna |
| Data                                                                  | Città                                                                 | In casa                                                               | Risultato                                                             | Ospiti                                                                | Competizione                                                          | Reti                                                                  | Note                                                                  |
| --------------------------------------------------------------------- | --------------------------------------------------------------------- | --------------------------------------------------------------------- | --------------------------------------------------------------------- | --------------------------------------------------------------------- | --------------------------------------------------------------------- | --------------------------------------------------------------------- | --------------------------------------------------------------------- |
| 11-10-2018                                                            | Cardiff                                                               | Galles                                                                | 1 – 4                                                                 | Spagna                                                                | Amichevole                                                            | -                                                                     | 63’                                                                   |
| 15-10-2018                                                            | Siviglia                                                              | Spagna                                                                | 2 – 3                                                                 | Inghilterra                                                           | UEFA Nations League 2018-2019 - 1º turno                              | -                                                                     | 75’                                                                   |
| 18-11-2018                                                            | Las Palmas                                                            | Spagna                                                                | 1 – 0                                                                 | Bosnia ed Erzegovina                                                  | Amichevole                                                            | -                                                                     | 51’                                                                   |
| Totale                                                                |                                                                       | Presenze                                                              | 3                                                                     |                                                                       | Reti                                                                  | 0                                                                     |                                                                       |

## Palmarès

### Club

#### Competizioni nazionali
- Campionato greco: 1

PAOK: 2023-2024